# Pál Almásy
Pál Almásy de Zsadány et Törökszentmiklós (Gyöngyös, 1818 – Boedapest, 1 november 1882) was een Hongaars advocaat en politicus, die in 1849 de functie van voorzitter van het Huis van Afgevaardigden uitoefende.

## Biografie
Na zijn rechtenstudies werd Almásy advocaat in 1838. Hij nam deel aan de werking van de Landdag van 1844 als afgevaardigde voor het comitaat Heves és Külső-Szolnok. Hij was onder-ispán van dit comitaat van 1844 tot 1847. In de lente van 1848 werd hij verkozen in het Huis van Afgevaardigden als vertegenwoordiger van zijn geboorteplaats Gyöngyös. In januari 1849 volgde hij Dénes Pázmándy op als voorzitter van het Huis van Afgevaardigden in Debrecen. Op 14 april 1849 kondigde hij de Hongaarse Onafhankelijkheidsverklaring af, die de onttroning van de Habsburgers inhield. Net als Zsigmond Perényi, de voorzitter van het Magnatenhuis en Imre Szacsvay, de griffier van het Huis van Afgevaardigden, had hij deze verklaring ondertekend.
Nadat de Hongaarse Revolutie van 1848 was neergeslagen emigreerde hij naar Parijs en in 1851 werd hij bij verstek tot de dood veroordeeld. Dit vonnis was echter grotendeels symbolisch. Hij onderhield nauwe banden met andere ballingen zoals György Klapka, László Teleki en Mihály Horváth, maar had een slechte verstandhouding met Lajos Kossuth.
In 1859 keerde hij terug naar Hongarije. Hij werd actief in de Resolutiepartij en bleef ijveren voor het afzetten van de Habsburgse keizer en voor de Hongaarse onafhankelijkheid. In 1864 werd hij aangehouden en het jaar daarop tot 20 jaar gevangenschap veroordeeld. In 1867, na de Oostenrijks-Hongaarse Ausgleich, werd hij weer vrijgelaten en kreeg hij samen met andere politieke gevangenen amnestie. Hij stierf in 1882.